# STS-74
STS-74は、アメリカ合衆国とロシアによるシャトル・ミール計画の4度目のミッションであり、スペースシャトルとミールの2度目のドッキングである。スペースシャトル・アトランティスは、1995年11月12日に39A発射台から打ち上げられ、8日後にケネディ宇宙センターに着陸した。アトランティスがステーションを訪れた7回連続のミッションのうち、2度目のミッションである。
アトランティスは、1対のソーラーアレイとともにミール・ドッキングモジュールを運んだ。これにより、ミールのクリスタルモジュールを動かすことなく、スペースシャトルとのドッキングができるようになった。3日間のドッキングの間、ロシア人、カナダ人、アメリカ人の乗組員は、アトランティスとミールの間で補給品や装備を移動し、いくつかの長期実験の装置を動かし、特にドッキングモジュールの設置等、新しい設備への更新を行った。

## 乗組員
- 船長 - ケネス・D・キャメロン（英語版）（3度目で最後の宇宙飛行）
- 操縦手 - ジェームズ・ハルセル（2度目の宇宙飛行）
- ミッションスペシャリスト1 - クリス・ハドフィールド（初の宇宙飛行）, CSA
- ミッションスペシャリスト2 - ジェリー・ロス（初の宇宙飛行）
- ミッションスペシャリスト3 - ウィリアム・マッカーサー（英語版）（2度目の宇宙飛行）

## ミッションの背景
ミッションへの乗組員の準備は、13か月ほど前の1994年に始められ、スペースシャトルの操縦、ミールとのドッキング手順、搭乗中に行われる様々な科学実験の運営等の訓練が行われた。
アトランティスそのものの準備では、まず1995年8月25日にオービタ整備施設のベイ2の右側スペースシャトル軌道制御システムの3つのスラスタが交換された。3つのSSMEの設置は、9月5日に完了し、ロシアのドッキングモジュール閉鎖の作業も完了した。
11月7日、この年用いられたスペースシャトル固体燃料補助ロケットに取り付けられたhold-down postに小さな亀裂が見つかったが、飛行に際し、追加で必要な作業はないと判断された。詳細な検査で、このミッションに用いる補助ロケットにそのような亀裂はないことが確かめられた。
11月9日、飛行中に3つの燃料電池で電気を産み出し、副産物として水を生成する低温タンクに低温の酸素と水素を充填する準備のため、39A発射台が片づけられた。
最初の打上げの試みは11月11日午前7:56 (EST)に予定されていたが、天候不良のため延期された。延期が宣言されたのは打上げ5分前の午前7:51頃で、既にカウントダウンが始まっており、乗組員は機体に乗り込んでいた。

## ミッションのタイムライン

### 11月12日（打上げ及び飛行初日）

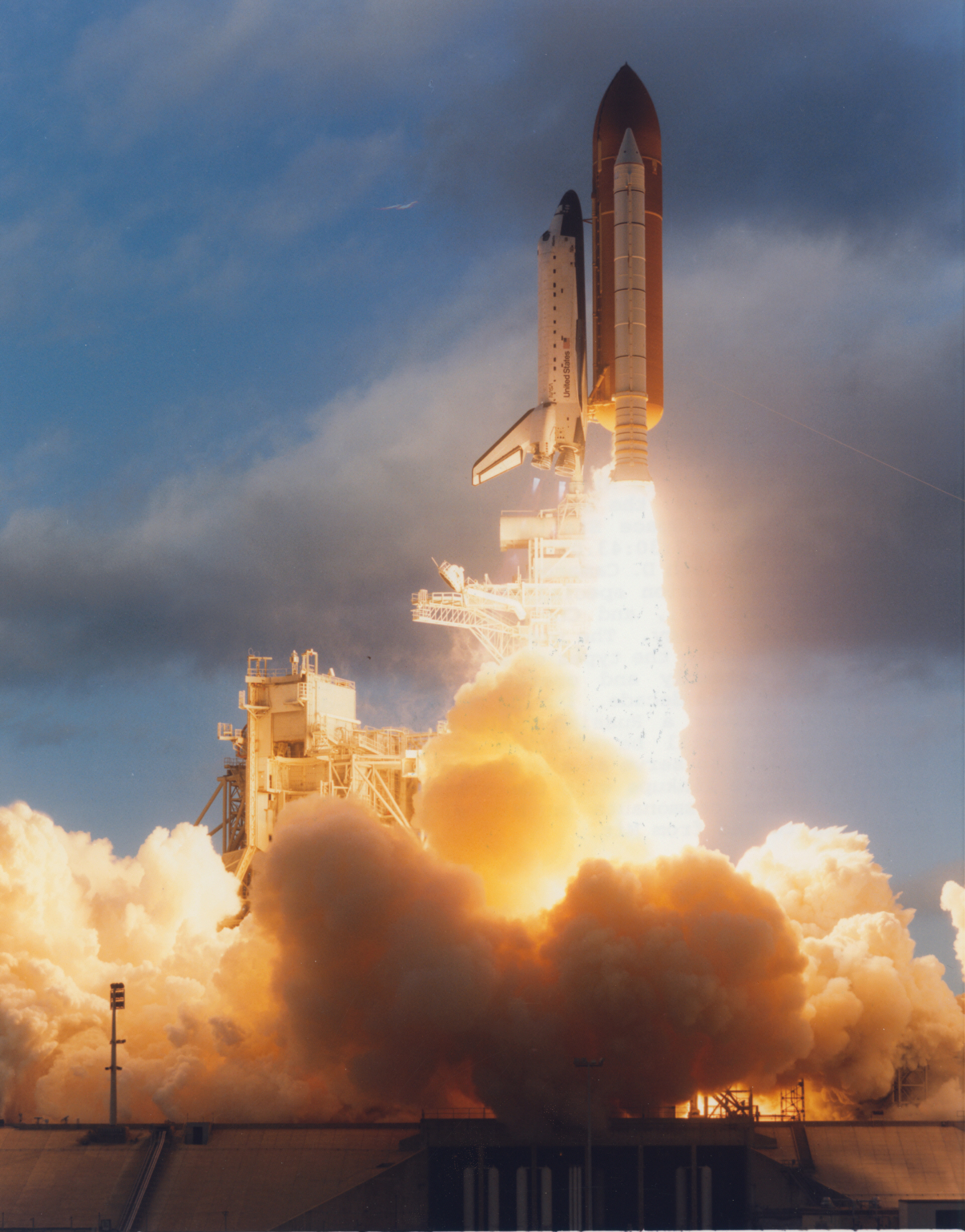
STS-74でのアトランティスの打上げ

午前7:12 (EST)にミッションマネジメントチームで行われた投票に対し、Shuttle Range Officerを除く全ての部署が「打上げに向けた準備を進める」と回答を返した。7:20に打上げの射程が得られ、アトランティスは、10分9秒間の打上げウィンドウの開始時に何の障害もなく打上げられた。シャトルは7:30:43 (EST)に発射台を離れ、7:39にメインエンジンが停止した。
打上げの43分後に、エンジンが2分13秒点火し、162マイルの円形軌道に入った。軌道に入ると、5人の乗組員は、軌道上実験のためにアトランティスを設定した。ペイロードベイのドアは、打上げの約90分後に開かれ、その後は軌道上の操作のために「ゴー」となった。
打上げの約3時間後に、キャメロンとハルセルは姿勢制御スラスタを点火し、アトランティスをミールの方向に向けた。その直後、ハドフィールドはペイロードベイに格納されたロシア製のドッキングモジュールを起動し、翌日、アトランティスのオービタドッキングシステムとモジュールのドッキングに向けた準備を始めた。

### 11月13日（飛行2日目）
5人の乗組員は、翌日に予定される、ロシアのドッキングモジュールとオービタのドッキングシステムの接続に向けたオービタとペイロードの準備を行った。モジュールとドッキングシステムはどちらもペイロードベイに格納されていた。
ロスとマッカーサーは、ドッキングの操作で必要が生じた場合に行われる船外活動のため、宇宙服を点検した。宇宙服の点検後、ハドフィールドはオービタのロボットアームを起動し、ドッキングモジュールをアトランティスのドッキングシステムを超えて移動させるための準備をした。ロボットアームと連携する全てのシステムは想定通りに操作でき、ドッキング支援の準備ができた。
乗組員は、STS-74で試験が行われたw:Advanced Space Vision Systemの点検も行った。ドッキングの操作に用いられたOSVS (Orbitor Space Vision System)は、ドッキングモジュールとドッキングシステムの外側に配置された一連の大きな点で構成されていた。
またこの日は、オービタドッキングシステムの中央にカメラの設置も行われた。カメラは後にキャメロンがアトランティスをミールに近づけ、ドッキングさせる操縦に役立った。午前5時 (CST)、アトランティスはミール後方約4000法定マイルの距離に位置し、軌道ごとに約380法定マイルの速さで近づいた。
キャメロン、ハドフィールド、その他手の空いた乗組員は、朝、モントリオールやトロントのレポーターから寄せられた質問への回答も行った。カナダ宇宙庁所属のハドフィールドは、スペースシャトルに搭乗した4人目のカナダ人であった。翌日、ミールとドッキングする予定のロシア製のドッキングモジュールの全てのシステムが配置、点検され、準備が整ったので、この日の午後は8時間の睡眠をとることになった。

### 11月14日（飛行3日目）

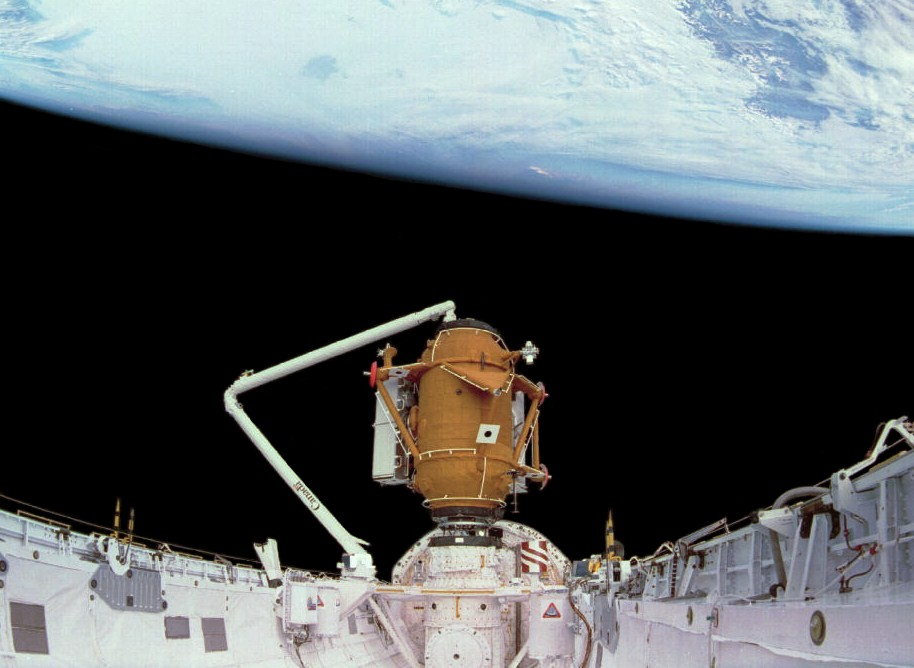
ミールとドッキングの準備をするアトランティスのドッキングモジュール

飛行3日目、乗組員は、15フィートの長さのロシア製ドッキングモジュールとシャトルのオービタドッキングシステムとの結合に無事成功した。操作中、問題は報告されなかった。
ハドフィールドは、シャトルのロボットアームを操作し、ペイロードベイ後部からドッキングモジュールを吊り上げ、垂直方向に回転させ、オービタドッキングシステムから5インチ以内の位置まで移動させた。この位置で、シャトルが下向きにステアリングジェットを噴射し、シャトルをドッキングモジュールの方に近づけた。2つの宇宙船が互いをロックすると、オービタドッキングシステムのドッキングリングが機体内にひっこみ、いくつかのフックやラッチにより、2機の間の機密性が保たれる。
結合は、30周回目の東ヨーロッパ上空にさしかかった午前1:17 (CST)に確認された。捕獲の直後、船長のキャメロンは、ドッキングモジュールの取付けの準備のため訓練を行ってきた乗組員に感謝の気持ちを表した。
午前3時(CST)頃、乗組員は地上の飛行管理センターから、ロボットアームでのドッキングモジュールの保持を解除する作業について「ゴー」の指示を受けた。その直後、乗組員はオービタのキャビンの圧力を10.2 psi（ポンド毎平方インチ）から14.7 psiに上昇させた。キャビンの圧力は、結合プロセス中に緊急の船外活動が必要な問題が発生した場合には、下げられた。
また、ドッキングモジュールの頂部のハッチに、カメラが取り付けられた。このカメラは、キャメロンが飛行4日目にアトランティスを操作してミールとドッキングさせる際に不可欠な画像を提供した。
午前5時(EST)までに、アトランティスはミール後方1450法定マイルまで近づき、軌道ごとに約180法定マイルの速度で接近した。その後、一連のジェット噴射によりさらに近づき、11月15日の6時27分38秒(UTC)にミールとドッキングした。

### 11月15日（飛行4日目、ドッキング）

スペースシャトルとドッキングしたミールの配置

アトランティスは、飛行4日目に、ドッキングモジュールの頂部のアンドロジナスドッキング機構を用いて、ミールのクリスタルモジュールとドッキングした。キャメロンがオービタのスラスタを操作してシャトルをミールに近づける際、アトランティス上の緊張は最高潮に達した。完璧なオービタの操縦の後、アトランティスは6時27分38秒(UTC)にミールとドッキングした。必要な点検が全て完了し、ハッチが開けられた後、5人の乗組員はミール内に移動し、ミールの乗組員であったロシア人のユーリー・ギジェンコとセルゲイ・アヴデエフ、ユーロミール95で訪れていた欧州宇宙機関所属のトーマス・ライターと、3日間の共同作業を行うための準備を行った。2機の乗組員は互いに握手とハグをして挨拶し、その後伝統的な贈り物の交換を行い、各々が花とチョコレートを交換した。

### 11月16-19日（飛行5-8日目）
3日間の共同作業中、アトランティスの乗組員は、水、補給品、装備、ミールの交信のための2つのソーラーアレイ（1つはロシア製、1つは共同開発）等の様々な物品をシャトルから宇宙ステーションに運んだ。また、様々な実験サンプル、修理や分析が必要な実験装置、ミール上で作られた産物等をアトランティスに運び、地球に持ち帰った。この中には、4年に渡り宇宙を飛行したカリフォルニア大学のBerkeley Trek Experimentもあった。
その間に、アトランティスでは、GPPとPASDE (Photogrammetric Appendage Structual Dynamics Experiment)の2つの実験機器からなるGPPペイロードが搭載された。このペイロードは、ゴダード宇宙飛行センターが運用し、広域分光計を落ち入て、地球の熱圏、電離層、中間圏のエネルギーとダイナミクスを研究した。また、シャトルやミールの白熱光、シャトルのエンジンの点火、排水や燃料電池の投棄等を観察することで、宇宙船と大気の相互作用を研究した。
PASDEキャニスタはカーゴベイ全体に置かれ、ドッキングの間のミールのソーラーアレイの構造応答データを写真測量で記録した。このデータは、後に地上で分析され、写真測量技術によりアレイの構造ダイナミクスの特性を示すことができるか検証され、この技術は国際宇宙ステーションの費用とリスクを減らすことに繋がった。
18日の8時15分44秒(UTC)、アトランティスは、ドッキングモジュール底部のアンドロジナスドッキング機構とのドッキングを解除し、クリスタルモジュールから離れた。

### 11月20日（飛行9日目、着陸）

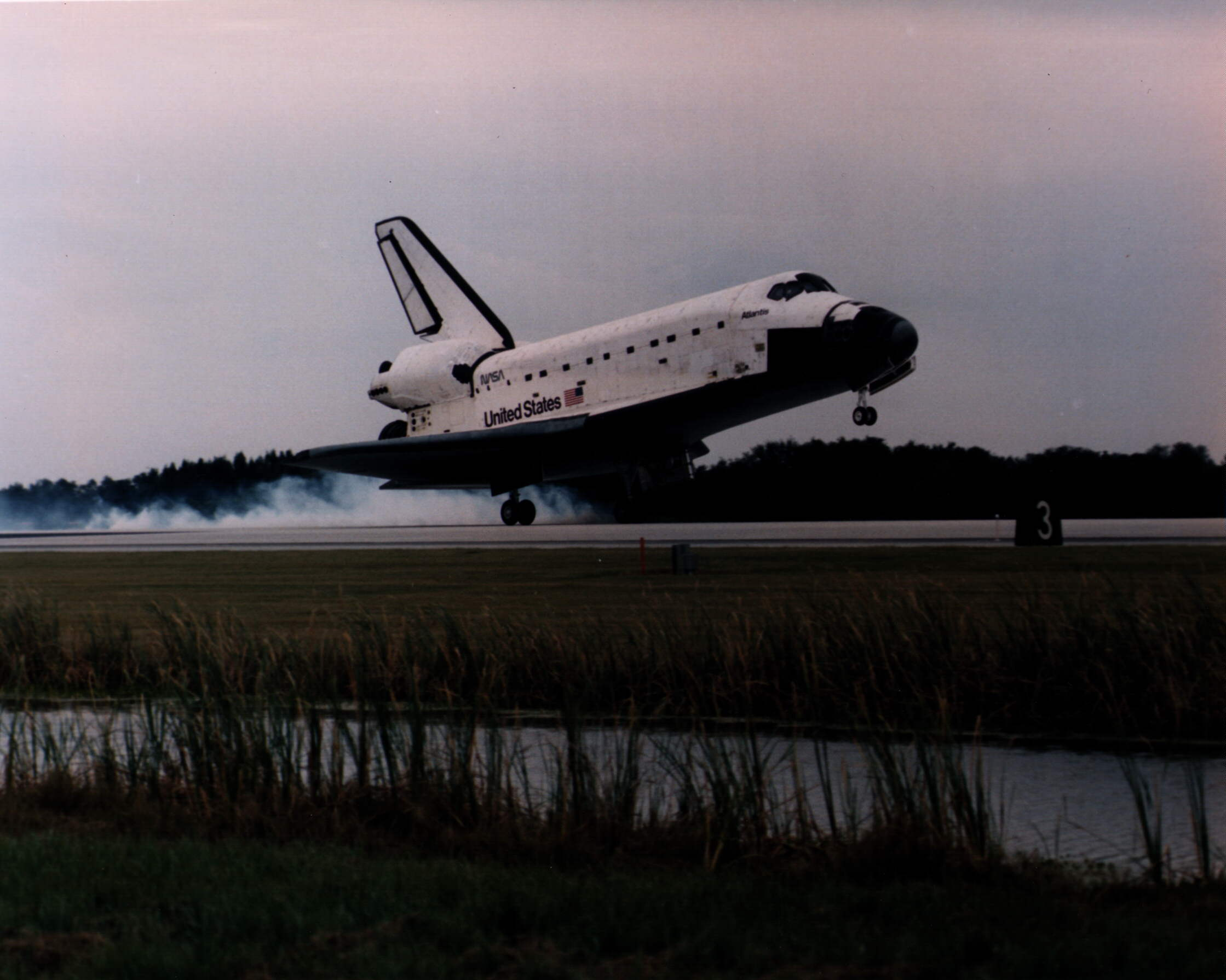
着陸するアトランティス

11月20日には、着陸準備と着陸が行われた。128周回目となる午前11時(EST)に起動脱離のためのエンジン噴射が行われ、ケネディ宇宙センターのNASAシャトル着陸施設にある第33滑走路に着陸した。
12時1分27秒(EST)に着陸装置が接地し、ミッション継続時間は8日と4時間30分44秒となった。その10秒後に前輪が接地し、さらに48秒後に車輪が完全に停止し、スペースシャトルの73回目のミッションは終了した。
もし悪天候だった場合、129周回目の午後0時36分にエンジン噴射し、午後1時37分(EST)にケネディ宇宙センターに着陸となる予定であったが、その必要はなかった。